# 陈建龙 (1963年)
陈建龙（1963年2月—），江苏常熟人，享受国务院政府特殊津贴专家，东南大学教授。

## 生平
1984年本科毕业于南京师范大学数学系，1987年于安徽师范大学获硕士学位，2002年于哈尔滨工业大学获博士学位。随后于南京大学、美国加州大学伯克利分校做访问研究。曾先后在安徽师范大学、南京农业大学任教。1992年调至东南大学，历任副教授，教授，博士生导师，数学系副主任，数学系主任。现任东南大学数学学院二级教授、博士生导师。

## 学术贡献
主要从事代数学研究工作。主持国家自然科学基金项目等十余项，发表论文180余篇，出版学术专著3本。其中《线性代数》入选“十一五”、“十二五”国家级规划教材。是国家精品课程“线性代数与解析几何”、国家精品资源共享课“线性代数与解析几何”、国家精品在线开放课程“线性代数”负责人。

## 奖项和荣誉
- 2002年，获教育部第四届高校青年教师奖[4]
- 2018年，获“宝钢优秀教师特等奖提名奖”[5]
- 2021年，获首届全国优秀教材二等奖
- 2021年，获江苏省教学成果一等奖（第一完成人）

## 社会兼职
中国数学会理事，教育部数学基础课程教学指导分委员会委员，教育部大学数学课程教学指导委员会委员，中国线性代数学会理事，江苏省数学会副理事长，美国《数学评论》评论员。